# Johann Schop
Pour les articles homonymes, voir Schop.
Johann Schop (né à Hambourg vers 1590 et mort à Hambourg en 1667) est un compositeur et violoniste allemand du début de la période baroque.

## Biographie
En 1614, il devient un des musiciens du Wolfenbütteler Hofkapelle, où il joue du violon, du luth et de la trompette. L'année suivante, il se rend à la cour royale de Christian IV de Danemark à Copenhague, mais, en dépit de son succès, il doit fuir la ville en 1619 à cause de la propagation de la peste. 
Il réside un temps à Bad Iburg, en Basse-Saxe, et entre au service de l'évêque Philippe-Sigismond de Brunswick-Wolfenbüttel à la cour d'Osnabrück. À partir de 1621, il retourne vivre dans sa ville natale, où il sera nommé Kapellmeister municipal.
À l'occasion du mariage du prince héritier, en 1634, il séjourne de nouveau à Copenhague avec son ami le compositeur Heinrich Schütz. 
Réputé pour sa virtuosité de violoniste et la difficulté de ses compositions, il compose de nombreuses mélodies réutilisées par d'autres compositeurs allemands par la suite, notamment par Johann Sebastian Bach. Par exemple, sa mélodie Werde munter, mein Gemüte (1641) est réemployée par Bach dans les chorals (6e et 10e mouvements) de la célèbre cantate Herz und Mund und Tat und Leben (BWV 147). Le choral final de la cantate Gott fähret auf mit Jauchzen est également inspiré d'une composition de Schop, la mélodie Ermuntre dich, mein schwacher Geist. Johann Schop a passé la plus grande partie de sa vie à Hambourg, où il meurt pendant l'été 1667.
Johann Schop a eu deux fils, Johann (né en 1626) et Albert (né en 1632), tous deux musiciens.
Une rue de l'arrondissement d'Eimsbüttel, à Hambourg, a été nommée en son honneur.

## Œuvres
- Erster Theil newer Paduanen, Galliarden, Allemanden, Balletten, Couranten, Canzon […] à 3-6, B.c., Hambourg, 1633
- Zweiter Theil newer Paduanen, Galliarden, Allemanden, Balletten, Couranten, Canzon […] à 3-6, B.c., Hambourg, 1635
- Musikalische Freudenstücklein auf Herrn Joachim Beckendorffs […] hochzeitlichen Ehrentag, Hambourg, 1640
- Johann Risten Himlische Lieder, 5 vol., Lunebourg, 1641-42 (50 chants religieux)
- Des Daphnis aus Cimbrien Galathee (40 chants profanes)
- Erster Theil geistlicher Concerten, Hambourg, 1644
- Frommer und gottseliger Christen ... Haußmusik, Lunebourg, 1654 (70 chants religieux)
- Liebes-Grillen, das ist Lust- und Liebes-, Schertz- und Ehren-Lieder, 2 vol., Hambourg, 1654-56 (100 chants profanes)
- Des Flüchtigen flüchtige Feld-Rosen, Hambourg 1655 (chants profanes)
- Salomons, des Ebreischen Königes, Geistliche Wohl-Lust, Amsterdam, 1657 (23 chants spirituels)